# Leysin
Leysin svájci alpesi üdülőhely 1263 méter magasan Vaud kantonban.

## Fekvése

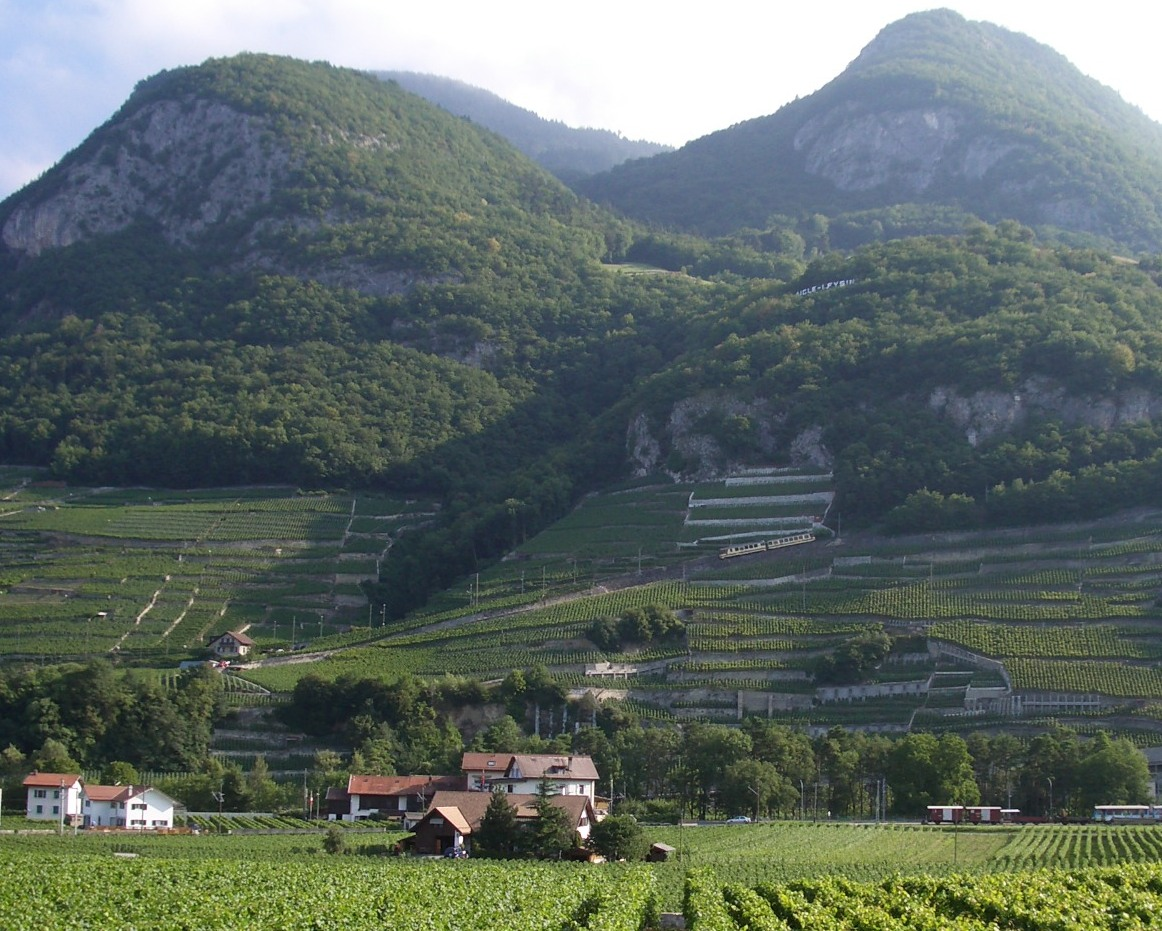
A hegyivasút a szőlők felett.

Leysin a Genfi-tó keleti csücske fölött – Montreux, Lausanne és Genf közelében – található. Letekintve a hegyekből a Rhône hosszan elnyúló völgyét látjuk. A Leysin alatti napos lankák kőfalakkal védett szőlőknek adnak otthont. A síkságon fekvő Aigle-lel egy hegyi vasút köti össze.

## Turizmus, nevezetességek

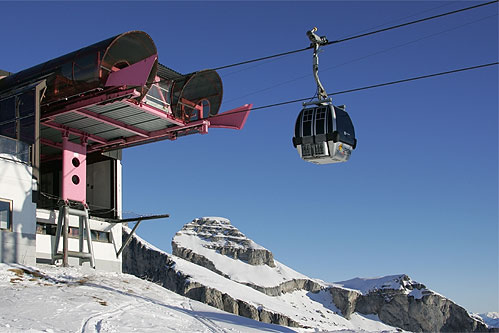
Leysin-La Berneuse kabinos sílift-állomás

A hegyi levegő jótékony hatása miatt régebben tüdőszanatóriumáról volt ismert. 1956-ban itt nyitotta meg első all-inclusive téli üdülőjét a Club Méditerranée (Club Med). Manapság nyáron a hegyekben kikapcsolódni vágyó turisták keresik fel. Télen pedig a sípályái miatt látogatják.
Leysin közelében számos hegycsúcs van: a Tour de Mayen (2326 m), a Tour de Famelon (2138 m) és a legmagasabb Tour d'Aï (2331 m). A hegyormok között három tengerszem található a Lac d'Aï és a Lac de Mayen és a Lac Segray.

Leysinben számos nemzetközi iskola található: az American College of Switzerland, a Kumon Leysin Academy, a Leysin American School, a Schiller International University és a Swiss Hotel Management School.